# Gerald Cumberland
Pour les articles homonymes, voir Cumberland.
Gerald Cumberland, pseudonyme de l’écrivain, journaliste et compositeur britannique Charles Frederick Kenyon (1879-1926), est un auteur d’essais et de quelques textes de littérature policière.

## Biographie
Musicien de formation, Charles Frederick Kenyon est pendant plusieurs années le critique dramatique et musical du Daily Critic. Sous son nom, il donne en 1901 une étude de l’œuvre de l’écrivain et dramaturge Hall Caine et, en 1904, un ouvrage destiné aux musiciens débutants.
Il est également le compositeur de partitions musicales, dont The Maiden and the Flower Garden (1914), une opérette pour enfants.
En 1919, il adopte le pseudonyme de Gerald Cumberland pour faire paraître ses Books of Reminiscences, deux importants essais critiques sur la vie musicale en Angleterre, ainsi que de la littérature policière.

## Œuvre

### Roman
- The Poisoner (1921)
- The Cypress Chest (1927) Publié en français sous le titre Le Coffre de cyprès, Paris, Librairie des Champs-Élysées, Le Masque no 54, 1930

### Recueils de nouvelles
- Tales of a Cruel County (1919)

### Nouvelle
- Any Man Who Drinks (1925)

### Autres publications

#### Signées Gerald Cumberland
- Set Down in Malice: a Book of Reminiscences (1919)
- Written in Friendship: a Book of Reminiscences (1924)

#### Signées Charles Frederick Kenyon (ou C. Fred Kenyon)
- Hall Caine, the Man and the Novelist (1901)
- How to Memorize Music (1904)

### Compositions musicales
- Day and Night (1906), song pour ténor et piano
- If I Could Speak (1906), song pour ténor et piano
- When I Lie ill (1906), song pour ténor et piano
- Soliloquy Upon a Dead Child (1906), song pour soprano ou ténor et piano
- The Vision of Cleopatra (1907), cantate pour solistes, chœur et orchestre (perdu ?)
- Fairies’ Song (1906), chant a cappella pour deux sopranos et deux altos.
- The Maiden and the Flower Garden (1914), opérette pour voix d’enfants et piano
- The Moon (1914), song pour soprano, alto et piano
- The River (1914), song pour soprano, alto et piano
- Summer Has Come, Little Children (1914), song pour soprano, alto et piano

## Sources
- Jacques Baudou et Jean-Jacques Schleret, Le Vrai Visage du Masque, vol. 1, Paris, Futuropolis, 1984, 476 p. (OCLC 311506692), p. 143.